# 노광
노광(魯匡, ? ~ ?)은 신나라의 관료로, 우부풍 평릉현(平陵縣) 사람이다. 노 경공의 후예로, 권모술수에 능하여 '꾀주머니'(智囊)라고 불렸다.

## 행적
시건국 2년(10년), 왕망은 술·소금·철·동전 주조·산천·생활필수품의 물가 등 6개 부문의 거래를 현(縣)에서 관리하는 것을 골자로
한 상거래 규범인 육관(六筦)을 제정하여 반포하였다. 본래 제정 이전부터 술을 제외한 5개 부문은 현에서 관리해 왔었는데, 희화 노광은 술 또한 현에서 관리할 것을 건의하였고, 이는 육관의 제정으로 이어졌다.
지황 2년(21년), 남군의 진풍과 평원의 지소평(遲昭平)이 봉기하니, 왕망은 대신들을 불러모아 대책을 논의하였다. 이때 왕망의 초청으로 온 전한의 옛 좌장군 공손록은 여러 신료들을 참소하였는데, 그 중 노광의 경우 육관을 제정하여 장인과 상인들을 괴롭혔다고 주장하였다. 왕망은 노하여 공손록을 쫓아냈으나, 한편으로는 그의 말을 받아들여 노광을 오원졸정으로 좌천시켰다. 비록 육관을 노광이 혼자 제정한 것은 아니었으나, 왕망은 민심에 따라서 그에게 책임을 지웠다.
아들은 후한 건무 초기에 무릉태수를 지냈고, 손자 노공은 관직이 사도에 이르렀다.

## 출전
- 반고, 《한서》
  - 권24하 식화지 下
  - 권99중 왕망전 中
  - 권99하 왕망전 下
- 범엽, 《후한서》
  - 권25 탁노위유열전